# Napeanthus
Napeanthus là một chi thực vật thuộc họ Gesneriaceae. Chi này có các loài sau (tuy nhiên danh sách này có thể chưa đủ):
- Napeanthus ecuadorensis, Fritsch